# 국산초등학교 덕포분교
국산초등학교 덕포분교는 경상남도 거제시 덕포4길 17 (덕포동)에 있었던 분교이다.

## 연혁
- 1953년 5월 23일 설립인가
- 1954년 4월 8일 옥포국민학교 덕포분교장 개교
- 1955년 4월 15일 덕포국민학교로 승격
- 1986년 3월 7일 병설유치원 개원
- 1996년 3월 1일 덕포초등학교로 개칭
- 1998년 9월 1일 국산초등학교 덕포분교로 격하
- 1999년 9월 1일 폐교